# Cecidomyia pictipes
Cecidomyia pictipes är en tvåvingeart som beskrevs av Samuel Wendell Williston  1896. Cecidomyia pictipes ingår i släktet Cecidomyia och familjen gallmyggor. Inga underarter finns listade i Catalogue of Life.